# Dan sv. Davida
Dan Sv. Davida (izvorno velški: Dydd Gwyl Dewi) je nacionalni praznik u Walesu. Stanovnici Walesa slave svog sveca zaštitnika u spomen na datum njegove smrti 1. ožujka 589. godine.
Kao nacionalni praznik dan sv. Davida uspostavljen je u 18. stoljeću.
Prijedlog da se taj dan pretvori u neradni dan za banke odbio je sada bivši britanski premijer Tony Blair.
Organiziraju se koncerti, večere, zabave, procesije i druga događanja. Mlade djevojke oblače narodnu nošnju i kite se sunovratima, a muškarci se oblače u nacionalne boje i ukrašavaju se porilukom.
Vojnici su također ukrašeni porilukom.
Nacionalne boje Walesa su crvena, zelena i bijela.
Diljem svijeta ovaj praznik je prihvaćen kao dio velške kulture pa je i Empire State Building bio ukrašen velškim nacionalnim bojama.
2006. godine, praznik su rimokatolici proslavili 28. veljače, a anglikanci u Walesu 2. ožujka, jer je 1. ožujka bila Pepelnica, dan pokore kada su zabranjene proslave.
Princ Charles nosi titulu princa od Walesa, koji mu Velšani odriču, jer je posljednji princ od Walesa bio Llwelyn II. koji je poginuo u bitci 1282. godine.